# HD 189733 b
HD 189733 bは、地球からこぎつね座の方向に約64.5光年離れた位置にある太陽系外惑星である。恒星 HD 189733 A の手前を通過したのをフランスの天文学者らが観測し、2005年10月5日に発見が公表された。木星よりわずかに大きい質量を持ち、わずか2.2日周期で軌道を公転しているホット・ジュピターである。主星の手前を通過するホット・ジュピターとしては最も地球に近く、HD 209458 bと共に特に精力的に観測が行われているホット・ジュピターとして知られている。
広範な惑星大気調査の対象でもあり、HD 189733 bの大気は地上と宇宙空間の両方から高解像度および低解像度の機器を通じて広く研究されている。また、HD 189733 bは史上初めて全球の熱量地図が作成された太陽系外惑星であり、また、偏光観測によって検出できた初めての太陽系外惑星でもあるとみられる。さらに、惑星全体が深い青色をしていることも判明している。

## 発見
2005年10月5日、フランスの天文学者グループは、恒星HD 189733の手前でトランジット（通過）を起こす惑星HD 189733 bの発見を発表し、この時にドップラー分光法による観測でもその存在が確認された。測光測定でHD 189733 bがトランジットを起こしていることが確認される前に、リアルタイムでの視線速度測定で惑星がトランジットを起こすことによって引き起こされるロシター・マクローリン効果が検出された。

## 物理的特性
HD 189733 bはこれまで幾多も観測されてきているため、観測ごとに示される物理的特性や軌道要素のパラメーターには若干の差があるが、質量と半径は木星の1.1倍程度と推定されており、主星から約460万 km離れた軌道を約2.22日周期で公転しているホット・ジュピターである。平衡温度は約1,200 K前後となっている。
HD 189733 bは、これまでにトランジットが観測された太陽系外惑星の中でトランジット時に遮断する主星の光度の割合（Photometric transit depth）が最も大きく、トランジット時に主星の光度の約3%を遮断する。また、HD 209458 bと共に初めて直接的に分光観測された太陽系外惑星でもある。この2つの惑星の主星はトランジットを起こす惑星を持つ恒星の中でも最も明るいため、これらの惑星はこれからも天文学者から特に注目される天体となるであろう。他の多くのホット・ジュピターと同様に、HD 189733 bも主星との潮汐力によって自転と公転の同期（潮汐固定）が発生しているとみられる。
チューリッヒ工科大学の Svetlana Berdyugina が率いる国際チームは、スペインにあるスウェーデンが建設した口径60 cmのKVA望遠鏡を用いて、HD 189733 bから反射された偏光を直接観測することがに成功している。この偏光観測からは、散逸した大気がトランジット中に確認される不透明な惑星の形状よりもかなり大きく広がっている（30％以上）ことが示されている。
HD 189733 bは最初は「pL Class」と呼ばれる、チタンやバナジウムの酸化物が欠如しているL型褐色矮星のような、温度が逆転した成層圏を持たない惑星であると予測されていたが、成層圏モデルに対してテストされた追跡測定では、決定的な結果は得られなかった。赤外線で見ると大気中の凝縮物は、トランジット時に中赤外線で観測される惑星半径のさらに約1,000 km上空に霞を形成しており、表面付近から見たHD 189733 bの夕焼けは赤く見えるとされている。大気中にナトリウムとカリウムが含まれていることを示す信号の存在が、2007年にTinettiらによる研究で予測されていたが、最初は凝縮物の霞でナトリウムの信号を見ることはできなかった。しかし、最終的にはHD 209458 bのナトリウム層より3倍も濃度が濃いナトリウムの存在が観測された。2020年の研究でも大気中のカリウムの存在が確認されているが、この研究ではその濃度が大幅に低くなっていることが示されている。また、 HD 189733 bは大気中に二酸化炭素が存在することが確認された初めての太陽系外惑星でもある。2024年には、ジェイムズ・ウェッブ宇宙望遠鏡による観測で大気中から硫化水素が検出されたと公表された。硫化水素が大気中から検出されるのも二酸化炭素に続いて太陽系外惑星としては史上初めての事例となった。

### 赤外線スペクトル

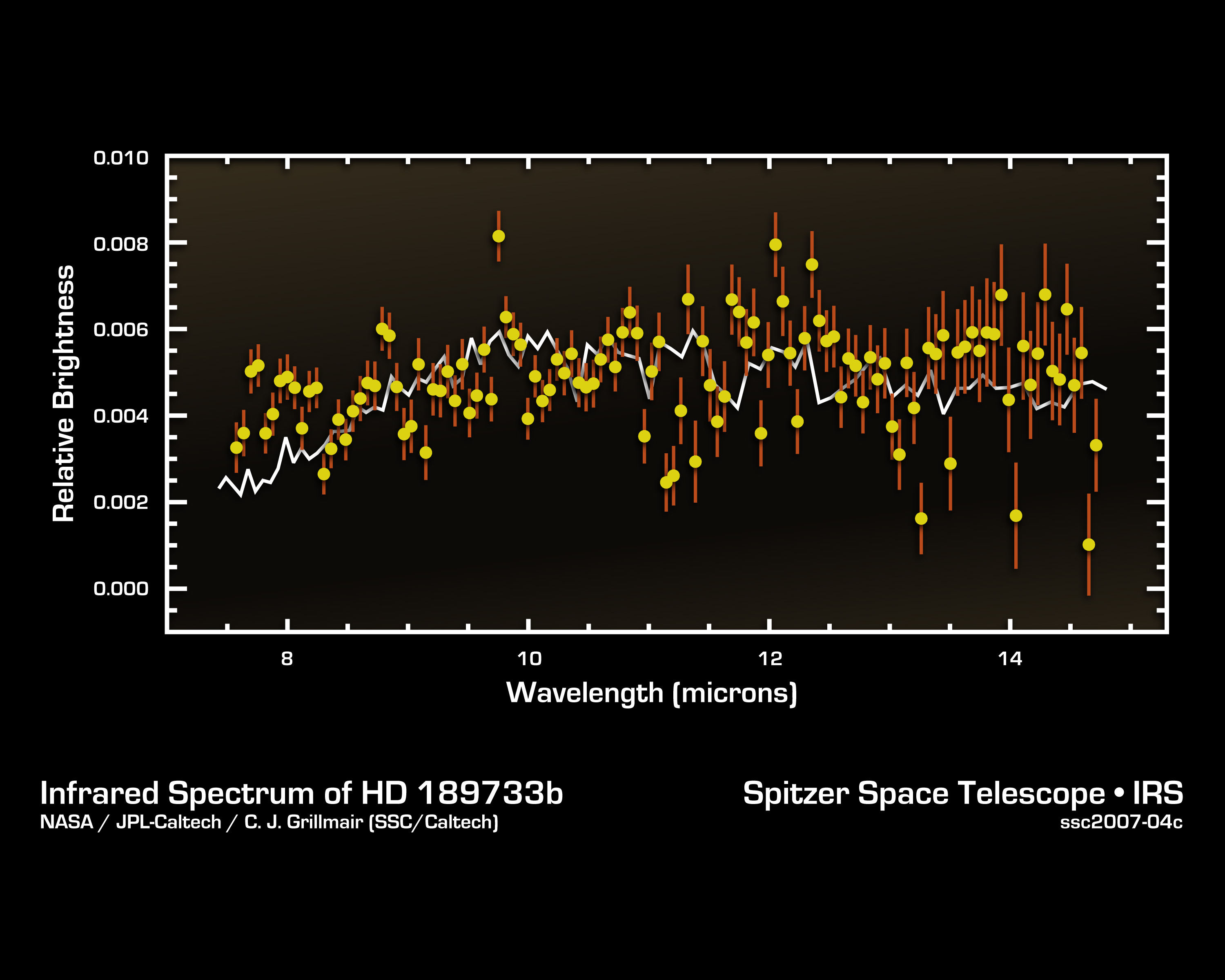
HD 189733 bの赤外線スペクトル

2007年2月21日、NASAはスピッツァー宇宙望遠鏡を用いてHD 189733 bとHD 209458 bの詳細な赤外線スペクトルを得ることに成功したと発表した。この発表は、もう一方の太陽系外惑星HD 209458 bの分光観測に関する初の論文が掲載されたネイチャーの新号の公開と同時に行われ、この発表内容を踏まえた論文はアストロフィジカルジャーナルレターズに掲載された。HD 189733 bの分光観測は、スピッツァー科学センターのCarl Grillmairが中心となって行われた。

### X線スペクトル
2013年7月、NASAはHD 189733 bを対象に行った、トランジットを起こす惑星をチャンドラX線観測衛星とXMM-NewtonによるX線スペクトルで調べた史上初めての観測の結果を報告した。その結果、HD 189733 bの大気が可視光線の3倍以上の量のX線を遮断していることが判明した。この観測結果は、HD 189733 bの周囲にX線を吸収する性質を持った外層大気が存在している可能性があることを示唆している。

### 外観色

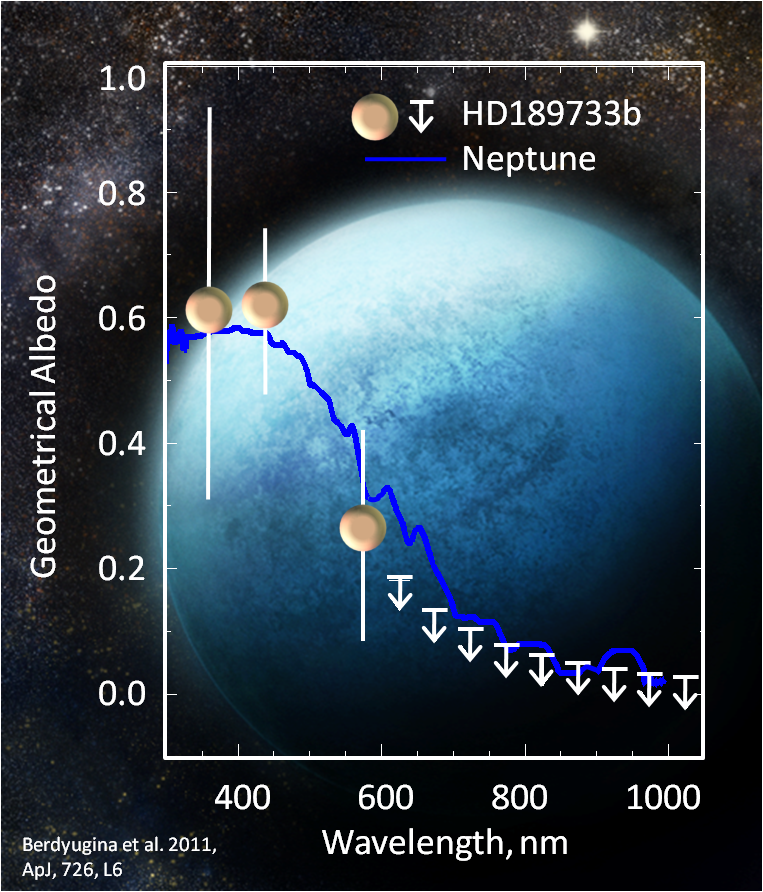
偏光測定からHD 189733 bは青い外観をしていることが判明した

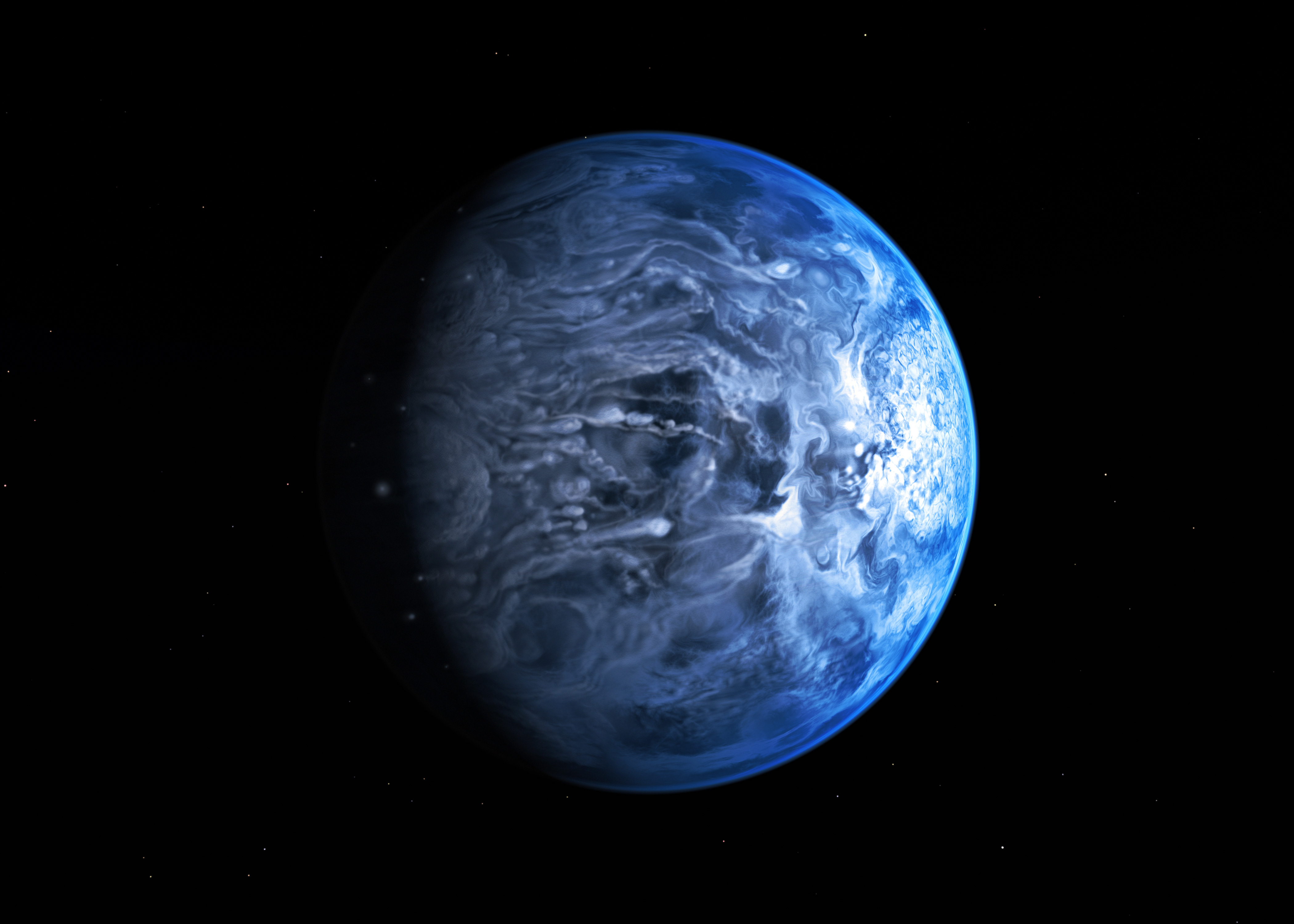
ハッブル宇宙望遠鏡によって2013年に判明した、HD 189733 bの青い外観を反映した想像図

2008年、天体物理学者らによる研究チームが偏光観測を用いてHD 189733 bから発せられた可視光線を検出したとみられると発表した。このような偏光観測を用いた太陽系外惑星の検出例は初めてであった。2011年にも同じ研究チームによって偏光観測での検出に成功し、観測結果の改良が行われた。この結果から、研究チームはHD 189733 bのアルベドが赤色の光の時よりも青色の光の時の方が、値が大幅に高くなることを発見した。これはおそらく大気中に含まれるケイ酸塩の粒子が青い光を散乱させていることが原因であると考えられている。その後2013年に、HD 189733 bが深い青色をしていることが確認され、その結果、HD 189733 bは2つの異なる手法によってその外観の全体的な色が観測的に判明した史上初めての太陽系外惑星となった。その後、偏光観測を用いたこれらの測定はさらに感度の高い偏光計を使用した2つの別々のチームによって議論され、その中で、提供されている偏光観測信号の上限値が示されている。
先述の通り、HD 189733 bが青い外観をしているのはケイ酸塩の散乱の結果によるものかもしれない。2008年1月中旬、散乱のモデルを使用したトランジット中のスペクトル観測により、大気に水素分子が存在する場合、惑星半径の0.1564倍地点の高度では大気圧は410 ± 30 mbarになることが判明した。「Mie近似モデル（The Mie approximation model）」と呼ばれるモデルからは、大気中に凝縮物、つまり約0.1〜0.01 μmの粒径を持つケイ酸マグネシウム（MgSiO3）が存在する可能性があることも判明した。両方のモデルを用いると、惑星の表面温度は1,340〜1,540 Kとなる。散乱の発生は他のモデルでも確認されており、外部大気の下にあるはずの、より低温の成層圏が存在しないことが明らかになっている。スペクトルの可視域では吸収断面積（誘導放出断面積）が大きいため、原子状ナトリウムや原子状カリウムについて調べることができる。たとえば、超大型望遠鏡VLTの高解像度UVESスペクトログラフを使用したところ、ナトリウムがHD 189733 bの大気から検出され、表面温度などの大気の物理的特性がさらに調査されることになった。

### 大気の蒸発

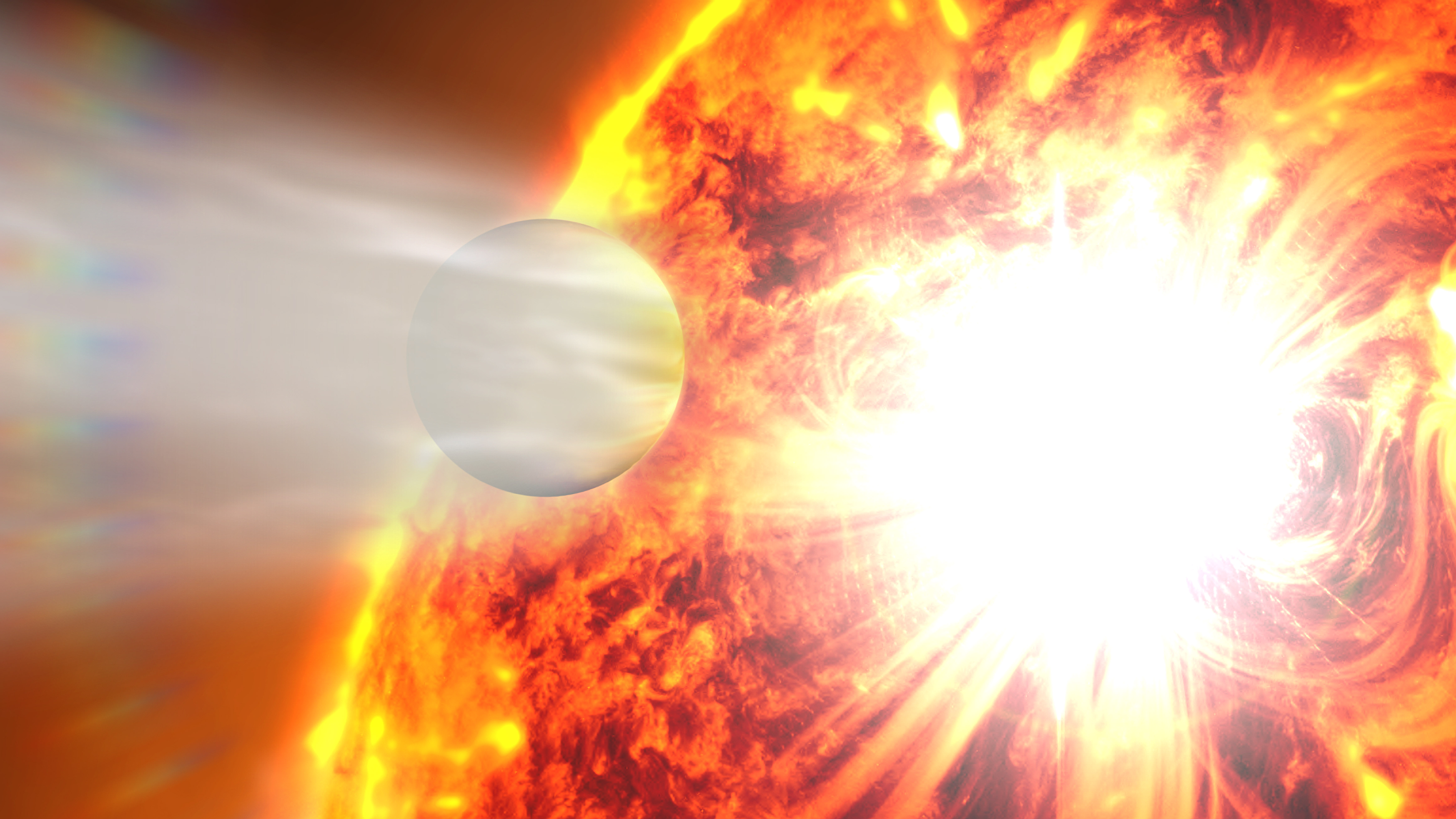
主星表面でフレアが発生した後に大気が急速に流失しているHD 189733 bの想像図

2010年3月、水素ライマンα線を使用したトランジット観測で、HD 189733 bが大気の蒸発によって毎秒1〜100 Gg（1,000〜100,000 t）のペースで質量を失っていることが判明した。この兆候は、原子状水素からなる膨張した大気圏を検出することによって発見された。HD 189733 bはHD 209458 bに次いで2番目に大気の蒸発が検出された太陽系外惑星である。HD 189733 bとHD 209458 b以外では、WASP-12bやかに座55番星bなどいくつかのホット・ジュピターでも大気の蒸発が確認されている。主星の活動がより活発だった形成初期のころは、より強い紫外線やX線の放射を受けていたため、現在よりも大気の蒸発はさらに激しかったとされている。
2011年9月には、ハッブル宇宙望遠鏡を用いて行われた観測で、HD 189733 bの大気が彗星のように尾を引いていることが確認された。2010年4月にもハッブル宇宙望遠鏡に搭載されている分光器STISを用いたHD 189733 bの大気流失の痕跡を捜索したが、そのような痕跡は観測されていなかった。一方で、今回の観測の8時間前に、天文衛星スウィフトによって主星HD 189733 Aの表面で強力なX線フレアの発生が観測されており、このとき観測されたHD 189733 bの大気流失はこのX線フレアの影響によって引き起こされたとみられている。この観測を行った研究チームは、HD 189733 bはX線フレアの影響を地球の約300万倍も受けていると指摘している。

### 惑星の「地図」

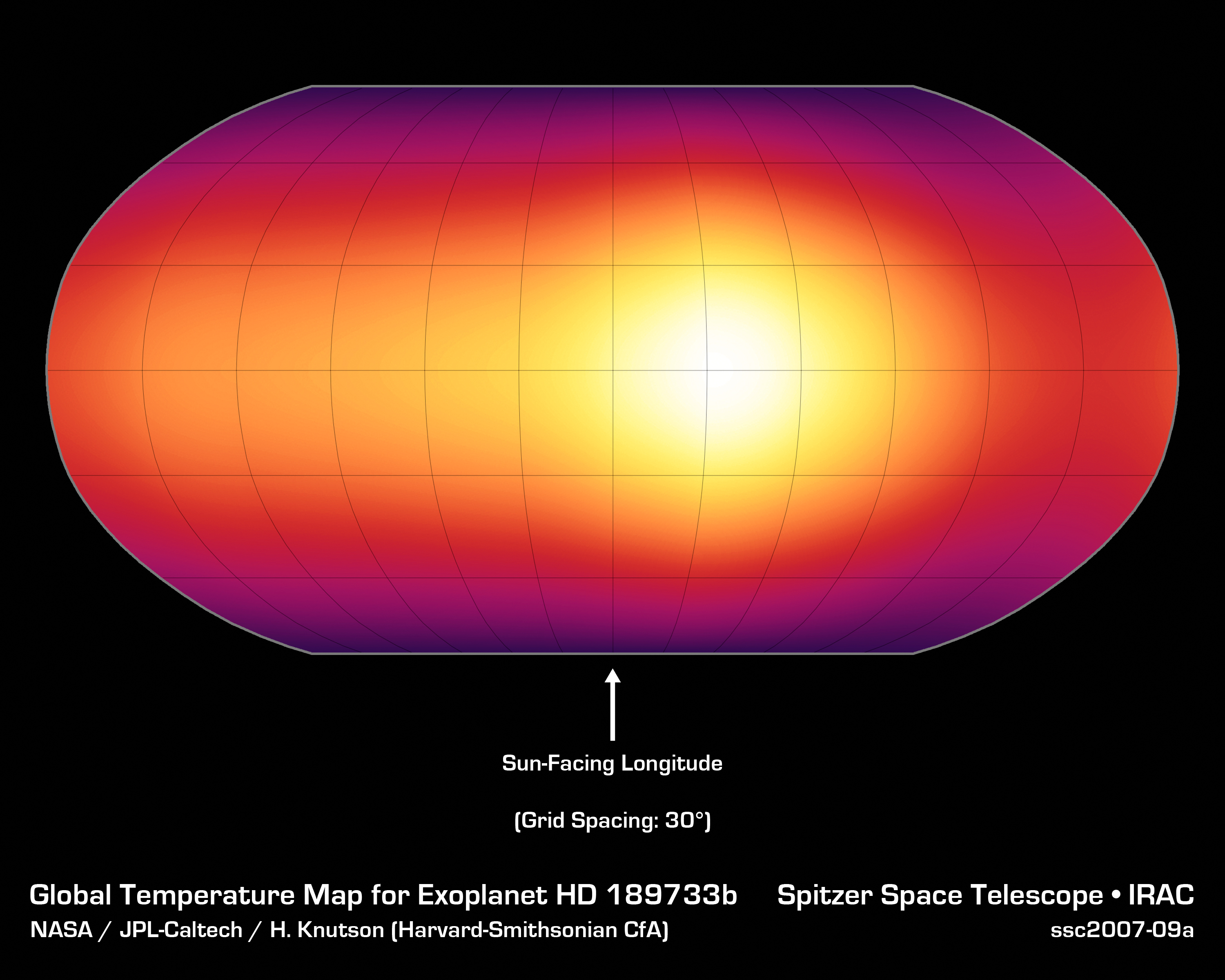
HD 189733 bの表面温度の分布を示した地図

2007年には、スピッツァー宇宙望遠鏡を使ってHD 189733 bの表面温度に対応する熱放射（Temperature emission）の地図が作成された。HD 189733 bが地球に対して夜側を向けているときにこの観測が始まり、HD 189733 bが軌道を半周して昼側を地球へ向けるようになるまで、33時間に渡ってHD 189733系の観測が行われた。その結果、HD 189733 bの表面温度範囲は973 ± 11〜1,212 ± 11 K（700 ± 11〜939 ± 11 ℃）と求められた。この温度範囲は、主星からの吸収エネルギーが惑星の大気全体にかなり均一に分布していることを示している。また、この観測で、パラメータ化された昼から夜への吸収エネルギーの再分配メカニズムを考慮したホット・ジュピターの理論モデルでの予測通り、最も温度の高い領域はHD 189733 bの恒星直下点（Substellar point）より東へ30度にずれていることが判明した。同年、NASAはHD 189733 bの表面を温度で色分けした地図を公開し、HD 189733 bは初めて表面の地図が公開された太陽系外惑星となった。

### 水蒸気・酸素・有機化合物の存在
2007年7月11日、Giovanna Tinetti が率いる研究チームはスピッツァー宇宙望遠鏡を用いて行ったHD 189733 bの観測で、大気中に大量の水蒸気が存在していることを示す確固たる証拠があると結論付ける研究結果を発表した。ハッブル宇宙望遠鏡によって行われた追跡観測では、HD 189733 bの大気から水蒸気、中性酸素、そして有機化合物であるメタンの存在が確認され、その後に行われた超大型望遠鏡VLTによる観測では一酸化炭素の存在も確認された。惑星の温度が低くても約700 ℃もあるため、この環境下ではメタンは水と反応して一酸化炭素に置き換えられるはずだが、メタンがどのようにして大気中に存在しているのかは不明である。温度が低い領域にメタンを集中させるか、もしくは何らかの方法でメタンを直接追加させる未知の化学プロセスが作用しているからではないかという可能性も示唆されている。
2014年7月、NASAはHD 189733 bを含む太陽に似た恒星を公転している3つの太陽系外惑星の大気に含まれる水蒸気の量が予測よりも少なく、大気が非常に乾燥していることが判明したと発表した。

### 気候と溶けたガラスの雨

NASAが作成したHD 189733 bへの「旅行ポスター」。

HD 189733 bの天候はあまりにも過酷なものになっている。HD 189733 bでは、ガラスの主成分であるケイ酸塩粒子が含まれる、最大風速が8,700 km/h（2 km/s、約マッハ7）に達する猛烈な風が惑星の昼側から夜側に向かって吹いているとされている。また、これまでの観測から、HD 189733 bでは溶けたガラスの雨が降るという証拠も見つかっている。

### 進化
HD 189733 bが主星の手前でトランジットを起こしている間にはロシター・マクローリン効果が起きることもはっきり示されており、自転する主星表面の一部をHD 189733 bが覆い隠すことによって光球のスペクトル線が移動する。HD 189733 bの質量が大きいうえに非常に近距離を公転しているため、主星の準振幅は非常に大きくなり、主星は約200 m/sの視線速度で振り回されている。

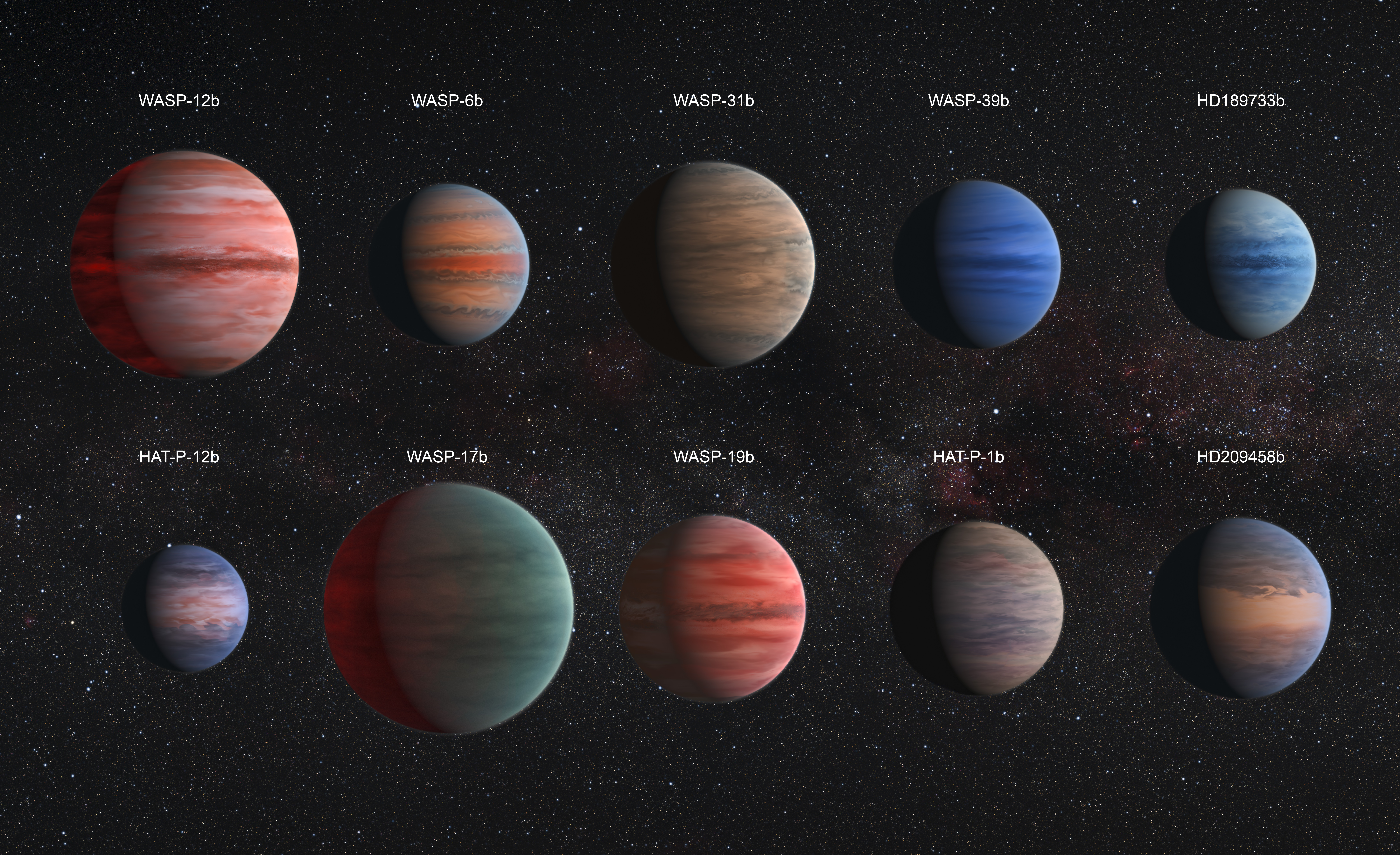
著名なホット・ジュピターの想像図左上から右下へ順に WASP-12b、WASP-6b、WASP-31b、WASP-39b、HD 189733 b、HAT-P-12b、WASP-17b、WASP-19b、HAT-P-1b、HD 209458 b

ロシター・マクローリン効果を用いれば、惑星の軌道面と主星の赤道面の間の角度を測定することができる。HD 189733系における両者の角度のズレはわずか-0.5 ± 0.4度で、ほぼ一直線に揃っている。これはHD 149026 bと類似しており、おそらくHD 189733 bは原始惑星系円盤との相互作用に関与していたとみられる。

## 恒星と惑星の相互作用に関する論争
2008年に、HD 189733 bが軌道上のある地点に到達すると、主星HD 189733 Aの表面でフレアが増加する事象の原因を説明する研究結果が発表された。また、2010年には別の研究チームが、HD 189733 bの軌道上の特定の位置にあるときに、X線フレアも検出されることを発見したと発表している。2000年以来の理論的研究で、主星に非常に近い太陽系外惑星が磁場の相互作用によって、または潮汐力によってフレアの増加が引き起こされるかもしれないことが示唆されていた。2019年、天文学者の Matthew Route はアレシボ天文台、MOSTそして自動光電望遠鏡（Automated Photoelectric Telescope）によって得られたデータに加えて、電波、光学、紫外線、およびX線波長における恒星の歴史的観測を分析してそれらの主張の調査を行った。その結果、それらの主張は誇張されており、フレアや黒点を含む恒星活動領域に関連した光度やスペクトルの特徴を示すことはできなかった。この統計分析により、惑星の軌道上の位置を問わずフレアは発生していると求められ、現在ではHD 189733系には過去に考えられていたような「恒星と惑星との相互作用」が存在するとは考えられていない。また、一部の研究者は、HD 189733 Aが若いおうし座T型星の周りで見られるのと同じような速度で、軌道上のHD 189733 bからガスを降着させている、または引き寄せていると主張していた。しかし後の分析では、高温のホット・ジュピターからのガスの吸着はあったとしてもごくわずかであることが明らかになっている。

## 衛星の可能性
HD 189733 bとHD 209458 bは紫外線トランジットの際に明らかな光の進入吸収（Ingress absorptions）が観測されているが、この事象に関する一貫的な説明が存在していなかった。2014年、Lotfi Ben-Jaffel らによる研究チームはこの事象を説明するために、HD 189733 bには毎秒約1029個のペースで炭素イオン（C II）を補填する太陽系外衛星が存在すると予測した。シミュレーション上ではこの衛星はHD 189733 bの極域へ、強い電磁的結合を生じさせている可能性が示されている。この衛星はHD 189733 bの半径の16倍離れたところにあると予測されており、これはHD 189733 bのヒル球の外部に位置する。これが事実ならば、ヒル球の外側にあるこの衛星は外部から飛来したものがHD 189733 bに捕らえられたことになる。
HD 189733 bからはナトリウムとカリウムが検出されているが、2019年に、これらの物質は活発な火山活動を起こしている衛星から放出されている可能性が示された。このように太陽系外衛星の中でも、激しい火山活動を起こし、宇宙空間にナトリウムやカリウムなどを放出している衛星は、木星の衛星イオと似ていることからエクソ・イオ（Exo-Io）と呼ばれている。ナトリウムやカリウムの検出が必ずしもエクソ・イオの存在の証明に直結するわけではないが、この研究では、HD 189733 bを含め特に5個の太陽系外惑星にエクソ・イオが存在する可能性が高いことが示されている。